# Yamakita
Yamakita (山北町 Yamakita-machi?) es un pueblo en la prefectura de Kanagawa, Japón, localizado en el centro-este de la isla de Honshū, en la región de Kantō. Tenía una población estimada de 9530 habitantes el 1 de septiembre de 2020 y una densidad de población de 42 personas por km².

## Geografía
Yamakita está localizado en la parte occidental de la prefectura de Kanagawa, 50 km al oeste de la ciudad de Yokohama, en los límites con las prefecturas de Shizuoka y Yamanashi. Gran parte del pueblo se encuentra dentro de los límites del parque cuasi nacional Tanzawa-Ōyama. Limita con las ciudades de Sagamihara, Hadano y Minamiashigara, los pueblos de Nakai, Matsuda y Kaisei, y la villa de Kiyokawa en Kanagawa, así como las villas de Dōshi y Yamanakako en Yamanashi y el pueblo de Oyama en Shizuoka.

## Historia
Durante el período Edo, el área de Yamakita era parte del dominio Odawara, junto con la mayor parte del oeste de la provincia de Sagami. Después de las reformas catastrales de principios del período Meiji, la villa de Kawa fue una de varias establecidas dentro del distrito de Ashigarakami, prefectura de Kanagawa, el 1 de abril de 1889. La villa de Kawa fue elevada al estado de pueblo el 1 de abril de 1933 y pasó a llamarse Yamakita. Se fusionó con las aldeas vecinas de Kyowa, Shimizu y Miho el 1 de febrero de 1955 y se expandió aún más al anexar el área de Hirayama de la antigua villa de Kitaashigara el 1 de abril de 1955.

## Demografía
Según los datos del censo japonés, la población de Yamakita ha disminuido constantemente en los últimos 70 años.
| Gráfica de evolución demográfica de Yamakita entre 1950 y 2015 |
|                                                                |
| Oficina de Estadística de Japón                                |